# Meckenheim (Nadrenia-Palatynat)
Meckenheim – miejscowość i gmina w Niemczech, w kraju związkowym Nadrenia-Palatynat, w powiecie Bad Dürkheim, wchodzi w skład gminy związkowej Deidesheim.